# Claude Le Pape
Claude Le Pape est une scénariste française.

## Biographie
Après des études secondaires à Caen, elle intègre la Femis entre 2007 et 2011.

## Filmographie

### Comme scénariste
- 2010 : La Ballade de Jean-Paul de Pauline Gay (court-métrage)
- 2011 : Paris Shanghai de Thomas Cailley (court-métrage)
- 2012 : Diagonale du vide d'Hubert Charuel (court-métrage)
- 2014 : Les Combattants de Thomas Cailley
- 2014 : K-nada d'Hubert Charuel (court-métrage)
- 2015 : Ainsi soient-ils (série tv, saison 3, 2 épisodes)
- 2016 : Tis de Chloé Lesueur (court-métrage)
- 2016 : Chefs, créé par Marion Festraëts et Arnaud Malherbe (série tv, saison 2, 3 épisodes)
- 2016 : La Fine Équipe de Magaly Richard-Serrano
- 2017 : Fox-terrier d'Hubert Charuel (court-métrage)
- 2017 : Petit Paysan d'Hubert Charuel
- 2018 : Vent du nord de Walid Mattar
- 2018 : Comme des garçons de Julien Hallard
- 2018-2019 : Hippocrate de Thomas Lilti (série tv, saison 1)

### Comme réalisatrice et scénariste
- 2018 : Cajou (court-métrage) avec Laurent Le Pape et Jackie Berroyer
- 2020 : La Maison (pas très loin du Donegal) (court-métrage) avec Jackie Berroyer

### Comme actrice
- 2000 : Saint-Cyr de Patricia Mazuy : l'actrice "Esther"
- 2014 : K-nada d'Hubert Charuel (court-métrage) : la cliente du bowling
- 2014 : Duo de Claudia Bottino (court-métrage) : Chloé
- 2017 : Fox-terrier d'Hubert Charuel (court-métrage) : Jeanne
- 2017 : Petit Paysan d'Hubert Charuel : Francine, la gendarme

## Distinctions

### Nominations
- César 2015 : César du meilleur scénario original pour Les Combattants
- César 2018 : César du meilleur scénario original pour Petit Paysan